# Jacques Freymond

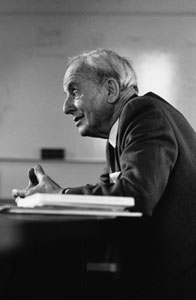
Jacques Freymond

Jacques Freymond (* 5. August 1911 in Lausanne; † 4. Mai 1998 in Versoix) war ein Schweizer Historiker. 

## Biografisches
Jacques Freymond war Sohn des Direktors einer Versicherungsgesellschaft. Er studierte in Lausanne, München, an der Sorbonne und am Institut d’études politiques de Paris Geschichte und Staatswissenschaften. Von 1935 war er im höheren Schuldienst tätig. In den Jahren 1943 bis 1955 lehrte er als Professor moderne und zeitgenössische Geschichte an der Universität Lausanne, zudem von 1946 bis 1955 Geschichte der Diplomatie an der dortigen École des Sciences sociales et politiques. 1949/50 war er mit Unterstützung der Rockefeller-Stiftung zu Forschungszwecken in den USA, vor allem an der Yale University und der Columbia University. Ab 1951 war er Professor am Institut für internationale Studien der Universität Genf. Von 1964 bis 1977 amtierte er als Präsident International Political Science Association (IPSA).

## Schriften (Auswahl)
- Guerres, révolutions, Croix-Rouge. Réflexions sur le rôle du Comité international de la Croix-Rouge. Institut universitaire de hautes études internationales, Genf 1976.[4]
- Western Europe since the war. Praeger, New York 1964.
- The Saar conflict, 1945–1955. Praeger, New York 1960 und Stevens, London 1960.
  - deutschsprachige Ausgabe: Die Saar 1945–1955. Oldenbourg, München 1961.
- Lénine et l’impérialisme. Payot, Lausanne 1951.